# أماريتا
أماريتا هي رواية من تأليف الكاتب المصري عمرو عبد الحميد وهي ثاني رواية له بعد رواية أرض زيكولا وتعتبر الجزء الثاني منها صدرت عام 2016 من قبل عصير الكتب للنشر والتوزيع.

## ملخص القصة
تأتي القصة تكملة للجزء الأول وتتحدث ببدايتها عن أسيل وما حدث بعد خروجها من زيكولا بتهمة الخيانة هاربة إلى بلدها بيجانا حيث سُجنت لتسليمها لزيكولا ولكنها تمكنت بمساعدة أحد المساجين من أن تهرب ضمن اتفاقية بيع الفقراء إلى أماريتا حيث تم تقسيم الفقراء على السكان وإعطائهم مهام وإلا سيفتقرون ويباعون كالعبيد وكان قدر أسيل أن تسكن مع بحار عجوز وتعمل في الجبال في تكسير الحصى ومضى الوقت حتى صادقت الرجل وحاول مساعدتها في الذهاب لزيكولا لكنه مات أثناء الإبحار وتم القبض على أسيل بتهمة خيانة قانون أماريتا ولكن أُعجب الملك تميم بجرأتها ولم يقتلها وازداد اهتمامه بها حتى وقع في حبها مع الوقت حتى أغمي عليها ذات يوم ولم يتمكن الأطباء من معالجتها حتى انتشر خبر أن زيكولا وضعت قانونًا يقتص من خائنيها بأخذ ذكائهم فأعلن الملك تميم ملك أماريتا الحرب على زيكولا من أجل أسيل ولكنه سعى لتجنب الحرب حيث أخذها سرًا لزيكولا لمحاولة علاجها حيث وجد أصدقائها الذين ساعدوا خالد ولم يجدوا حلاً إلا جلب خالد لاعطائها ذكائه وبالفعل أتى وشُفيت لكن الحرب كشفت سر زيكولا المتمثل في اتجارها بالبشر مقابل ذكائهم وهذا ما سعى الملك تميم وخالد ورفاقهما لإيقافه وكاد يودى بحياة الملك وانتهى الأمر بانتصار أماريتا وتغيير هام في القوانين.

## شخصيات الرواية
- خالد حسني: بطل الرواية الذي يعود إلى أرض زيكولا من جديد ليساعد أسيل والملك تميم ملك أماريتا وأصدقائه، بعد اتهامهم بالخيانة فيخوض مجموعة من التحديات الجديدة في سبيل إنقاذهم، ويكتشف سر زيكولا الخطير المتمثل في اتجارها بالبشر مقابل ذكائهم.
- الطبيبة أسيل: حبيبة خالد والتي تُتهم بخيانة زيكولا بعد مساعدتها له وإنقاذه من الذبح، حيث تهرب إلى بلدها بيجانا، لكنها تُسجن هناك لتسلم لزيكولا قبل أن تفكر في خطة للهرب إلى أماريتا ضمن اتفاقية بيع الفقراء.
- الملك تميم: ملك أماريتا الذي يقع في حب أسيل بعد أن أُعجب بجرأتها وذكائها، ويحاول إنقاذها من قانون الخيانة الذي سنَّته زيكولا ضدها وضد أصدقائها، ليكتشف أن السبيل الوحيد لإنقاذها هو إعادة خالد إلى أرض زيكولا من جديد، ليبدأ العمل على ذلك.
- قمر: فتاة مراهقة ترافق أسيل في رحلة هربها من بيجانا إلى أماريتا ضمن اتفاقية بيع الفقراء، وتكون وصيفتها في قصر الملك تميم، لترافق بعدها الملك تميم في رحلته إلى أرض زيكولا بحثًا عن علاج لأسيل.
- إياد: صديق خالد الذي يفلت من قانون الخيانة بعد اكتشاف حاكم زيكولا للنفق الذي حفره ليهرب خالد من زيكولا، ليقرر مساعدة الملك في خطته لإعادة خالد إلى أرض زيكولا من أجل إنقاذ أسيل.
- نادين: بائعة الهوى التي ساعدت خالد في الجزء الأول على الوصول إلى الكتاب، يعتبرها مجلس زيكولا الأعلى خائنةً بعد أن وُشي بها من قِبل هلال، فتصبح صاحبة أخطر مهمة في رحلة إنقاذهم، وهي عبور سرداب فوريك والعودة بخالد إلى زيكولا.
- يامن: صديق خالد الوفي الذي طالما رافقه في فترة مكوثه في زيكولا، الأمر الذي يدفع مجلس زيكولا الأعلى باعتباره خائنًا، فيتحد مع الملك تميم ونادين وإياد لإنقاذ الطبيبة أسيل وإسقاط تهمة الخيانة عنهم.
- سيمور: البحار العجوز الذي يعيش وحيدًا، والذي استقبل أسيل في أماريتا، ويحاول لاحقًا مساعدتها في الإبحار عودتًا إلى زيكولا، لكنه يموت أثناء رحلة إبحارهم.
- منى: زوجة خالد، التي تُصرّ على مرافقته إلى أرض زيكولا، لتكتشف غرابة هذا العالم الذي لطالما أخبرها عنه خالد.

## إقتباسات
| الإقتباسات |
| --- |
| إنه القدر يا سيدي...يضع أمامنا طرقاً شتى، ويوحي لنا بأننا نملك اختيار طرقنا، ثم نكتشف نهاية الأمر أنه اختار لنا طريقاً ساقتنا إليه أقدامنا باختيارنا نحن. |
| لم أُدرك أن تكون أقسى لحظات الحياة حين تجلس ليشتعل رأسك بأسئلةٍ جميعها لماذا.. |
| على قدر الحلم تكون التضحية. |
| سأحتل زيكولا من أجل أسيل.. |
| لم تكن تعلم أنه قد فتح عينيه حين شعر قلبه بقلق مفاجئ.. |
| كانوا هم من يخشوننا، ظنّوا أننا قد عرفنا سرهم الأعظم، فسارعوا لحصد أرواحنا. |
| لا أؤمن بالحظ سيدي، إنني أؤمن بالقدر.. |
| زيكولا القوية التي تباهى أهلها دومًا بقوتها، باتوا عند أول اختبار حقيقي وجوهًا ذابلة مصدومة تخشى لحظاتها القادمة، أرض الرقص والاحتفالات لم تعد إلا أرض الخوف، أعلم أنهم يلعنون أسيل في داخلهم منذ تسربت إليهم الأخبار أنها سبب ما يحدث لهم، لكنهم قد تجاهلوا عمدًا أنهم من اقتنصوا ذكاءها كاملًا دون أن تضر واحدًا منهم يومًا.. |

## وصلات خارجية
- صفحة رواية أماريتا على موقع جود ريدز

لم يتم العثور على روابط لمواقع التواصل الاجتماعي.